# Nina dei lupi
Nina dei lupi è un film del 2023, diretto da Antonio Pisu e basato sull'omonimo romanzo del 2011 di Alessandro Bertante.
La pellicola è stata presentata il 30 agosto 2023 alle Giornate degli autori dell'80ª Mostra del cinema di Venezia, quale film d'apertura, ed è stato distribuita nelle sale italiane il giorno seguente.

## Trama
Un'improvvisa tempesta solare rende inutilizzabile qualsiasi apparecchiatura elettronica in tutto il pianeta. Lo stesso giorno, una neonata viene ritrovata nei pressi di un piccolo paesino sperduto tra le montagne e viene chiamata Nina.

## Produzione
Il film è stato girato principalmente in Trentino, tra Ala e Vallarsa, nei mesi di ottobre e novembre 2022.

## Distribuzione
Il film è stato distribuito nelle sale cinematografiche italiane il 31 agosto 2023 da Genoma Films.

## Riconoscimenti
- 2023 - Mostra internazionale d'arte cinematografica[3]
  - Premio NuovoIMAIE Talent Award a Sara Ciocca